# فاسيلي أيلين
فاسيلي أيلين (8 يناير 1949 في روسيا - 21 سبتمبر 2015) هو لاعب كرة يد الاتحاد السوفيتي (وحمل سابقاً جنسية الاتحاد السوفيتي). شارك في الألعاب الأولمبية الصيفية 1972 والألعاب الأولمبية الصيفية 1976.

## وصلات خارجية
- فاسيلي أيلين على موقع اللجنة الأولمبية الدولية (الإنجليزية)
- فاسيلي أيلين على موقع أوليمبيديا (الإنجليزية)